# Port de pêche (Tallinn)
Le port de pêche (estonien : Kalasadam) est un port de passagers situé dans la baie de Tallinn à Tallinn en Estonie.

## Présentation
Kalasadam est situé dans le quartier de Kalamaja dans la partie sud de la baie de Tallinn, et c'est aujourd'hui le port le plus proche de la vieille ville.
Les bateaux de croisière vers Aegna et Naissaar partent du port de pêche pendant la saison de navigation.
Rénové en 2012, le marché aux poissons se tient également sur le quai de Kalasadama.

## Histoire
Au Moyen Âge, Kalaranna dans la zone portuaire était le lieu de débarquement des bateaux de pêche de la ville. Au début des XIXe et XXe siècles, Kalaranna était un important lieu de commerce pour les pêcheurs autour de Tallinn.
Le port de pêche a été construit en 1924-1925.
Jusqu'à la Seconde Guerre mondiale, le port était le port de pêche le plus important d'Estonie ; environ un dixième des prises de poisson estoniennes y étaient vendues.
Entre 1968 et 1997, le propriétaire du port était Kolhosidevaheline Laevatehas.
Les bâtiments de l'entreprise ont été vendus à la société Pro Kapital (et) à la fin du siècle, et la ville de Tallinn a autorisé l'entreprise à privatiser le Kalasadama avec ses quais délabrés.
Pro Kapital était représenté à Kalasadama par la filiale Kalaranna AS.
Ces dernières années, Kalasadam a été inscrit au registre portuaire du Conseil des voies navigables en tant que petit port maritime, mais dans les années 2012-2014, il a été principalement utilisé comme port de passagers pour le trafic régulier vers Aegna.
Depuis 2015, des voyages vers toutes les petites îles de Tallinn partent de Kalasadama.
Le marché aux poissons de Tallinn est également situé à Kalasadama, ainsi que le café "Võrk".
En avril 2020, Pro Kapital a lancé la rénovation de Kalasadama.

## Galerie

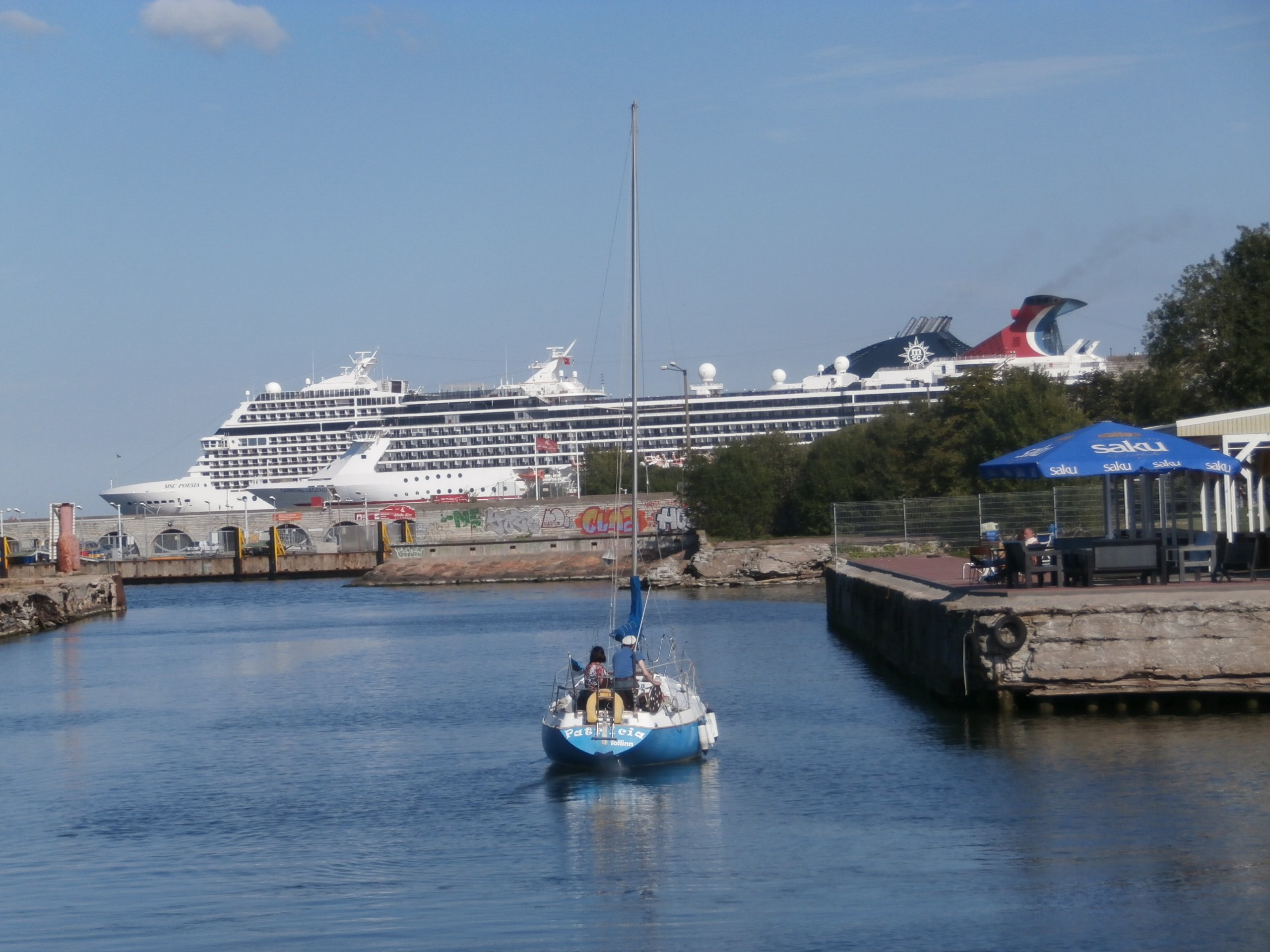
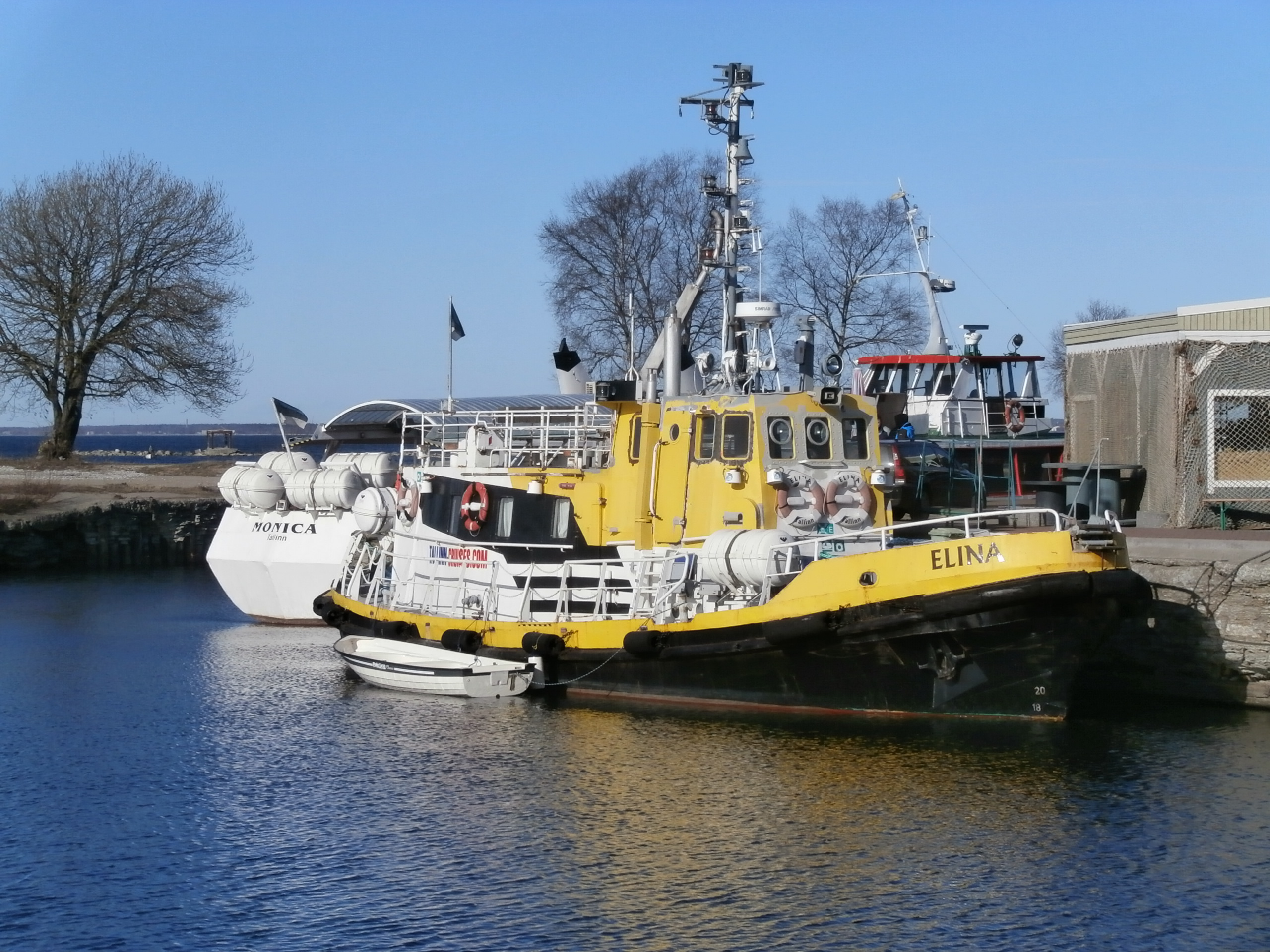
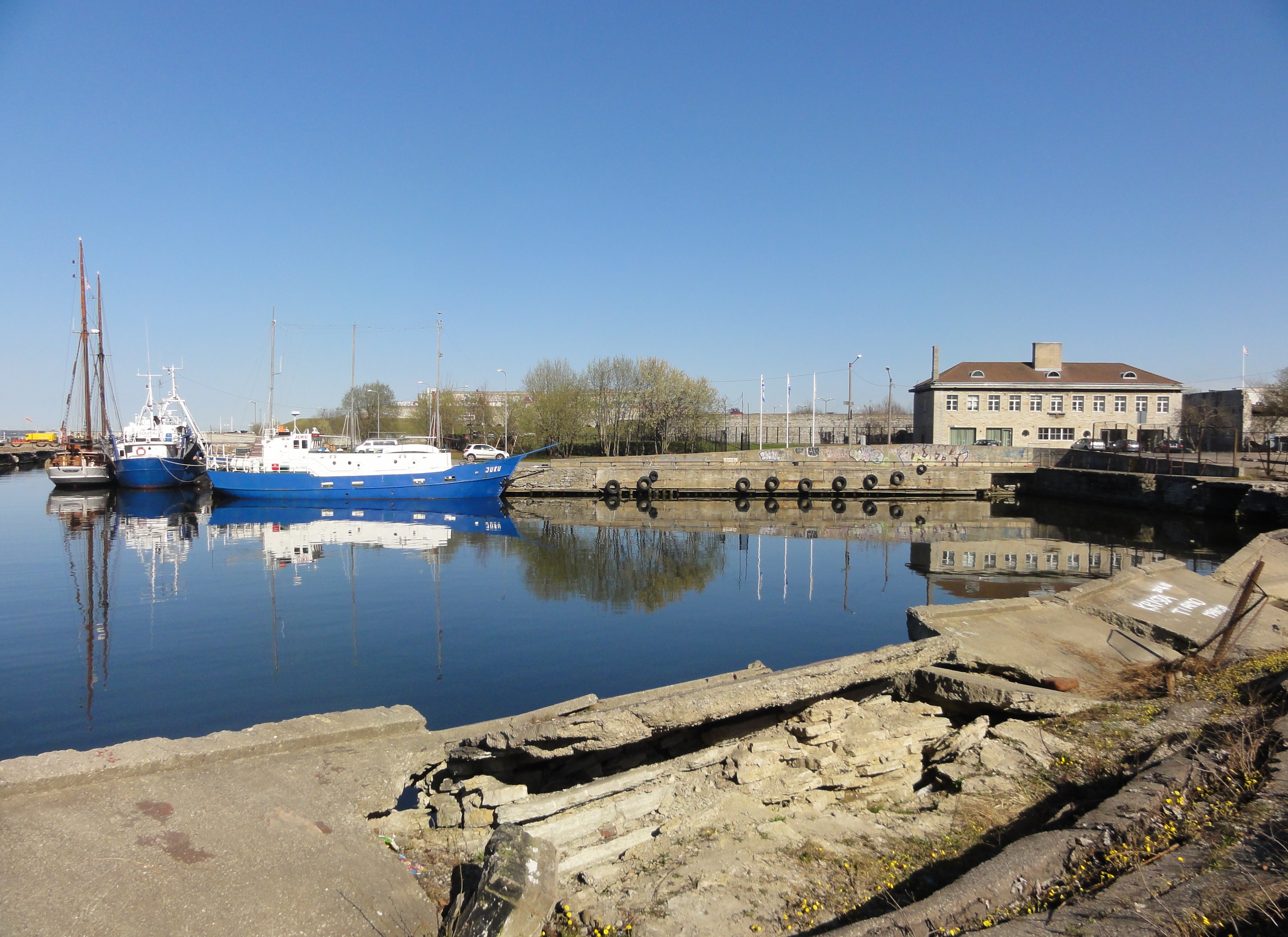